# Brian Marick
Brian Marick, un llicenciat de la Universitat d'Illinois, és un especialista de les proves de programari. Marick és un dels autors del Manifest Àgil (Agile Manifesto en anglès) que va marcar l'inici del moviment del desenvolupament àgil de programari, un dels promotors de l'escola de proves Context-Driven, i l'autor de diversos llibres.